# Lincoln Burrows
Lincoln Burrows es un personaje ficticio y el principal de la serie de televisión estadounidense perteneciente a la Cadena FOX Prison Break. Es interpretado por el actor Dominic Purcell.
El argumento de la serie gira en torno a la incriminación del personaje en el asesinato del hermano de la Vicepresidenta de los Estados Unidos y el plan de su hermano, Michael Scofield (interpretado por Wentworth Miller), para ayudarlo a escapar de la cárcel y evitar así su ejecución. En episodios retrospectivos, el Lincoln adolescente es interpretado por Max Kirsch, mientras que al Lincoln de niño lo interpreta Hunter Jablonski.

## Historia personal
Tras la muerte de su madre, Lincoln se hizo responsable de su hermano Michael. Abandonó el Morgan Park High School de Toledo (Ohio) durante su segundo año de estudios y se trasladó a Chicago donde empezó su carrera de delitos. Antes de ser condenado por el asesinato del hermano de la Vicepresidenta Caroline Reynolds (interpretada por Patricia Wettig), ya tenía condenas por robo, daño a la propiedad y posesión de drogas y parafernalia. En ese periodo, junto con Lisa Rix, tuvo un hijo, Lincoln Burrows Jr.
Cuando Michael cumplió la mayoría de edad, Lincoln le dio a Michael 90.000 dólares para su educación universitaria, diciéndole que era su mitad correspondiente al seguro de vida de su madre. En realidad no existía tal seguro de vida y ese dinero fue el detonante de los eventos que finalmente condujeron a Lincoln a ser sentenciado a muerte, tal y como se cuenta en el episodio retrospectivo "Brother's Keeper".
Las acciones de Lincoln (se supone que asesinó al hermano de la vicepresidenta Reynolds, en un actio libera in causa)llevaron a Michael a tener un fuerte sentimiento de culpabilidad, lo que explica sus razones para elaborar un plan para rescatar a su hermano de la Penitenciaría Estatal Fox River.

## Apariciones
Lincoln, en tanto que uno de los personajes principales, desempeña un papel importante en la serie y aparece en todos los episodios. La relación entre los hermanos es explorada a menudo en la serie a través de los sacrificios realizados por cada uno con respecto al otro.
Dominic Purcell fue elegido para interpretar al personaje sólo tres días antes de la producción del episodio piloto.

## Primera temporada
Lincoln es acusado de asesinar a Terrence Steadman, hermano de la vicepresidenta. Aunque él se declara inocente durante el juicio, es acusado de todos los cargos y condenado a muerte debido a una cantidad aplastante de pruebas. Tras agotar todas sus apelaciones, su fecha de ejecución fue establecida el 11 de mayo.
A lo largo de esta primera temporada, Lincoln es visto encerrado en su celda, la cual por casualidad, es en la que en la vida real John Wayne Gacy fue encarcelado en durante su tiempo en la Prisión Joliet. Después de la sorpresa de encontrarse a su hermano dentro de la capilla de la prisión en el episodio piloto de la serie “Pilot”, Lincoln recobra la esperanza con el plan de fuga de Michael. Especialmente en los primeros episodios, Lincoln advierte a Michael de los peligros en la prisión y que debe estar alerta con respecto a los otros internos.
A medida que transcurre la temporada, las relaciones de Lincoln con su hijo, L.J.(Lincoln Junior), y Veronica Donovan (interpretada por Robin Tunney) se hacen más fuerte y ambos intentan ayudarle a encontrar pruebas para exonerarlo.
Cuando el primer intento de fuga durante la noche antes de su ejecución falla, Lincoln se resigna a su destino. Sin embargo, su fecha de ejecución es retrasada gracias a la ayuda de su padre, Aldo Burrows (interpretado por Antonio Denison), con el que más tarde se reencuentra. Aldo más tarde explica a Lincoln que el asesinato de Terrence Steadman puede haber sido un montaje organizado por “La Compañía” después de haber conseguido información sobre la empresa de Steadman, Ecofield.
En varios episodios, Lincoln afronta con varias tentativas de acabar con su vida por parte de otros internos y el agente del Servicio Secreto, Paul Kellerman (interpretado por Paul Adelstein). 
En el final de la temporada vemos como finalmente a Lincoln y a su hermano fuera de la prisión.

## Segunda temporada
El personaje tiene un papel más importante en esta segunda temporada que en la primera. Junto con su hermano y los otros seis escapados, consigue evadir la persecución de Brad Bellick (interpretado por Wade Williams) y sus guardias, aunque se afecta cuando se da cuenta de que Verónica es asesinada.
Fuera de la prisión, la primera prioridad de Lincoln es de encontrar a su hijo. Después de que un plan improvisado de rescate de L.J. fracase, Lincoln y su hermano se dirigen a Utah para recuperar los cinco millones de dólares de Charles Westmoreland. La ansiedad de Lincoln para recuperar a L.J. crea conflictos con Michael, que quiere seguir su plan.
Finalmente, Lincoln deja a Michael para encontrar a L.J. pero descubre que él es todavía un objetivo de “La Compañía”. El padre de Lincoln aparece otra vez al rescate. Después tranquilizarlo con respecto a la seguridad, de L.J., Lincoln viaja con su padre para reencontrarse con Michael. Tras un tiroteo con el agente del F.B.I. Alexander Mahone (interpretado por William Fichtner), Aldo Burrows muere. Lincoln y Michael toman la decisión de dejar de huir y encontrar pruebas en contra de “La Compañía” y se dirigen a buscar a Sara Tancredi (interpretada por Sarah Wayne Callies). Paul Kellerman, en un acto de supervivencia, ayuda también a Lincoln y Michael.
Lincoln, Michael y Kellerman se dirigen hacia Blackfoot (Montana), para destapar la verdad acerca de Terrence Steadman. En el episodio "John Doe", Lincoln finalmente se encuentra cara a cara con Steadman, el hombre por el que fue condenado por asesinato. Con Steadman capturado, el grupo se aísla en un motel para despistar al Servicio Secreto, cuyo mandatario, Bill Kim (interpretado por Reggie Lee), les sigue la pista. En este motel, y cuando Scofield ha llamado a la prensa para que vean que Steadman sigue con vida, este coge una pistola y se acaba suicidando, perdiendo así Scofield y Burrows su pasaporte para la libertad, y Kellerman su sed de venganza.
Lincoln y Michael se ven forzados a buscar un modo alternativo de demostrar la inocencia de Lincoln. Lincoln, Michael y Kellerman encuentran a Sara y todos juntos se dirigen de nuevo a Chicago, donde el padre de Sara, el gobernador Frank Tancredi (interpretado por John Heard), había ocultado la unidad de disco USB que contiene una conversación grabada entre Caroline Reynolds y Terrence Steadman después de la supuesta fecha de su muerte.
Cuando se dan cuenta de que la grabación no les va a ser útil como prueba, Lincoln y Michael intentan, de todos modos, chantajear a la Presidenta Caroline Reynolds. Cuando esto también falla, Lincoln y Michael se ven forzados a dejar el país y dirigirse a Panamá. La exoneración de Lincoln finalmente llega cuando Paul Kellerman decide declarar contra "La Compañía".
La alegría de los hermanos es efímera cuando el agente Bill Kim los localiza en Panamá con órdenes de matar a "uno de ellos". Sara dispara a Kim, permitiéndoles escapar. Cercados por la policía, Lincoln, Michael y Sara escapan, pero se separan durante la huida. Ignorante de la captura de su hermano, Lincoln busca a Michael y Sara antes de escapar solo.

## Detalles de producción
Irónicamente, Paul Adelstein que interpreta a Paul Kellerman en la serie y es enemigo de Lincoln y Michael en los primeros 35 episodios, originalmente adiciono para el papel de Lincoln.
Como curiosidad, en el último episodio de la serie (emitido en televisión) hace aparición el hijo pequeño de Dominic Purcell, Augustus, interpretó al hijo de Michael Scofield y Sara Tancredi.